# Иншаков, Сергей
Сергей Иншаков (латыш. Sergejs Inšakovs; род. 27 декабря 1971, Тула) — советский и латвийский легкоатлет, специалист по бегу на короткие дистанции. Выступал за сборные СССР и Латвии по лёгкой атлетике в 1990—2002 годах, серебряный призёр чемпионата мира среди юниоров, многократный победитель первенств национального значения, участник летних Олимпийских игр в Атланте.

## Биография
Сергей Иншаков родился 27 декабря 1971 года в Туле. В возрасте восьми месяцев вместе с родителями переехал на постоянное жительство в город Лудза Латвийской ССР.
Занимался лёгкой атлетикой в Лудзенской спортивной школе, был подопечным тренера Юрия Осташова. Окончил Даугавпилсский педагогический институт (1994).
Впервые заявил о себе на международном уровне в сезоне 1990 года, когда вошёл в состав советской национальной сборной и побывал на юниорском мировом первенстве в Пловдиве, откуда привёз награду серебряного достоинства, выигранную в программе эстафеты 4 × 100 метров.
После распада Советского Союза представлял латвийскую национальную сборную. Так, будучи студентом, в 1993 году выступал за Латвию на Универсиаде в Буффало, где в беге на 200 метров финишировал седьмым.
В 1995 году в дисциплине 200 метров дошёл до стадии четвертьфиналов на чемпионате мира в Гётеборге.
В 1996 году принял участие в чемпионате Европы в помещении в Стокгольме. Благодаря череде удачных выступлений удостоился права защищать честь страны на летних Олимпийских играх в Атланте — стартовал на дистанциях 100 и 200 метров, в обоих случаях остановился на предварительном квалификационном этапе. При всём при том, в беге на 200 метров установил действующий поныне национальный рекорд Латвии — 20,41.
В 1997 году участвовал в чемпионате мира в Афинах, здесь установил национальный рекорд Латвии в беге на 100 метров — 10,28 (рекорд продержался почти 14 лет и был превзойдён Рональдом Арайсом).
В феврале 1998 года на соревнованиях в Мальмё установил ныне действующий рекорд Латвии в беге на 200 метров в помещении — 21,26. Бежал 200 метров на чемпионате Европы в помещении в Валенсии.
В 2002 году стартовал в спринтерских дисциплинах на чемпионате Европы в помещении в Вене и на чемпионате Европы в Мюнхене, после чего завершил спортивную карьеру.